# Vivi Kier
Vivi Bjerregaard Bakkebo Kier (født 22. juni 1958 i Otterup) er selvstændig erhvervsdrivende, medlem af Odense Byråd og tidligere medlem af Folketinget, valgt for Det Konservative Folkeparti i Faaborgkredsen (Fyns Storkreds).

## Baggrund

### Forældre
Vivi Kier blev født i 1958 i Otterup som datter af svejser Martin Olsen og husmoder Karen Bakkebo.

### Uddannelse og arbejde som sygeplejeske
Vivi Kier er hf-student fra Mulernes Legatskole i 1977 og blev uddannet sygeplejerske ved Sygeplejeskolen i Odense i 1983. Mellem 1983 og frem til 1986 arbejdede hun som sygeplejerske på Odense Universitetshospital (OUH).

### Privatliv og tilværelse som erhvervsdrivende
Hun er gift med Ernst og har to børn.
Fra 1987 arbejdede hun som medarbejdende ægtefælle i sin mands Ernst Kier forretninger i Odense.
De forpagter fem McDonald's restauranter på Fyn.

## Politiske karriere
Ved kommunalvalget i 2001 blev Vivi Kier valgt til Odense Byråd og genvalgt i 2005 med næstflest personlige stemmer, hvilket kun blev overgået af den senere borgmester, partifællen Jan Boye. Hun var fra 2006 til 2008 Konservatives politiske ordfører i byrådet og er medlem af Børne- og Ungeudvalget. I 2009 offentliggjorde hun, at hun ikke genopstiller til Odense Byråd. Vivi Kier har således haft sæde i Odense Byråd fra 2002-2010.
Hun har været opstillet som folketingskandidat siden 2001. Frem til 2006 i Odense Vestkredsen og fra 2007 i Faaborgkredsen.
Ved Folketingsvalget 2007 blev hun valgt ind.
I 2009 blev Vivi Kier kandidat i Odense Sydkredsen, da Bendt Bendtsen stoppede i dansk politik. I Folketinget var hun partiets socialordfører, familieretslige ordfører, færøordfører og sundhedsordfører. Vivi Kier var medlem af Retsudvalget, Socialudvalget, Sundhedsudvalget, Udvalget vedrørende Færøske Forhold og § 71-tilsynet.
Som ordfører var Vivi Kier afvisende over for en mere fri hashhandel.
I debatten påpegede hun hashen skadelige virkninger og Hollands erfaringer med hashturisme.
Som socialordfører udtalte hun sig også i debatten om prostitution: Hun ikke ønskede at kriminalisere sexkunder, ønskede ikke at kriminalisere de prostituerede, og understregede vigtigheden af rufferilovgivningen.
Da Konservativ Ungdom i 2010 foreslog arbejderrettigheder for prostituerede, for eksempel adgang til dagpenge og mulighed for at tegne erhvervsforsikring, var Kier afvisende, og hun påpegede besværligheden i at bestemme, hvornår en prostitueret er arbejdsløs.
Ved Folketingsvalget 2011 opnåede hun ikke genvalg, men da partifællen Mai Mercado (Henriksen) gik på barselsorlov blev Kier midlertidigt folketingsmedlem fra den 1. marts 2013.